# Patentmiddel

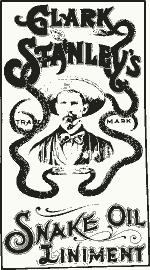
Clack Stanley's Snake Oil
Een patentmiddel aan het eind van de 19e eeuw

Patentmiddelen waren in de 19e en de eerste helft van de 20e eeuw commerciële geneesmiddelen op basis van zorgvuldig geheimgehouden recepten, die met veel reclame werden aangeprezen. Ze beloofden spectaculaire resultaten op velerlei gebied. Sommige van deze middelen waren door de ingrediënten echter ronduit gevaarlijk. In Engeland maakte de British Medical Association zich sterk tegen de reclames van patentmiddelen in kerkelijke bladen en postzegelboekjes van de regering.
Wetgeving zorgde er uiteindelijk voor dat de verkoop van deze middelen werd beperkt. In de Verenigde Staten betekende de aanpassing in de Pure Food and Drug Act van 1936 het einde van de patentmiddelen. In Nederland werd in 1958 de Wet op de geneesmiddelenvoorziening ingevoerd waardoor patentmiddelen hier niet langer op de markt konden worden gebracht.